# Georgikon Majortörténeti Kiállítóhely
A Georgikon Majortörténeti Kiállítóhely (8360 Keszthely, Bercsényi u. 65-67.) a Magyar Mezőgazdasági Múzeum és Könyvtár filiáléja (külső kiállítóhelye). Kiállításai, múzeumpedagógiai programjai elősegítik az általános-, illetve középiskolai környezetismeret, nép- és honismeret, biológia és történelem tananyag jobb megértését. A sok régi, már nem használatos tárgy történelmi környezetbe illesztését enteriőrök, szemléletes képek és ábrák segítik. 
Az 1848-as honvédként a hazát szolgáló georgikoni diákoknak harangláb állít emléket.

## Története
A tangazdasági major-központot az 1797-ben Keszthelyen alapított önálló Georgikon nyolc intézetének kiszolgálására hozták létre, és a tanintézet bezárásáig, 1848-ig biztosította a gyakorlati oktatás, a kísérleti gazdálkodás feltételeit. A major a Georgikon megszűnése után is a korszerű gazdálkodás színtere maradt: 1848-tól 1945-ig a keszthelyi Festetics-uradalom részeként, majd 1970-ig termelőszövetkezetként. 
A majort apránként körbeépülte a város; a Georgikon korában épített gazdasági épületeket 1970-ben műemlékké nyilvánították, és kezelésüket átvette a Magyar Mezőgazdasági Múzeum. A Georgikon Majormúzeum ünnepélyes megnyitóját a Georgikon alapításának 175. évfordulóján, 1972-ben tartották. 

## Épületei
Az istállókat a 18. század végén építették, a négyszintes barokk magtárat 1825-ben.

## Kiállításai

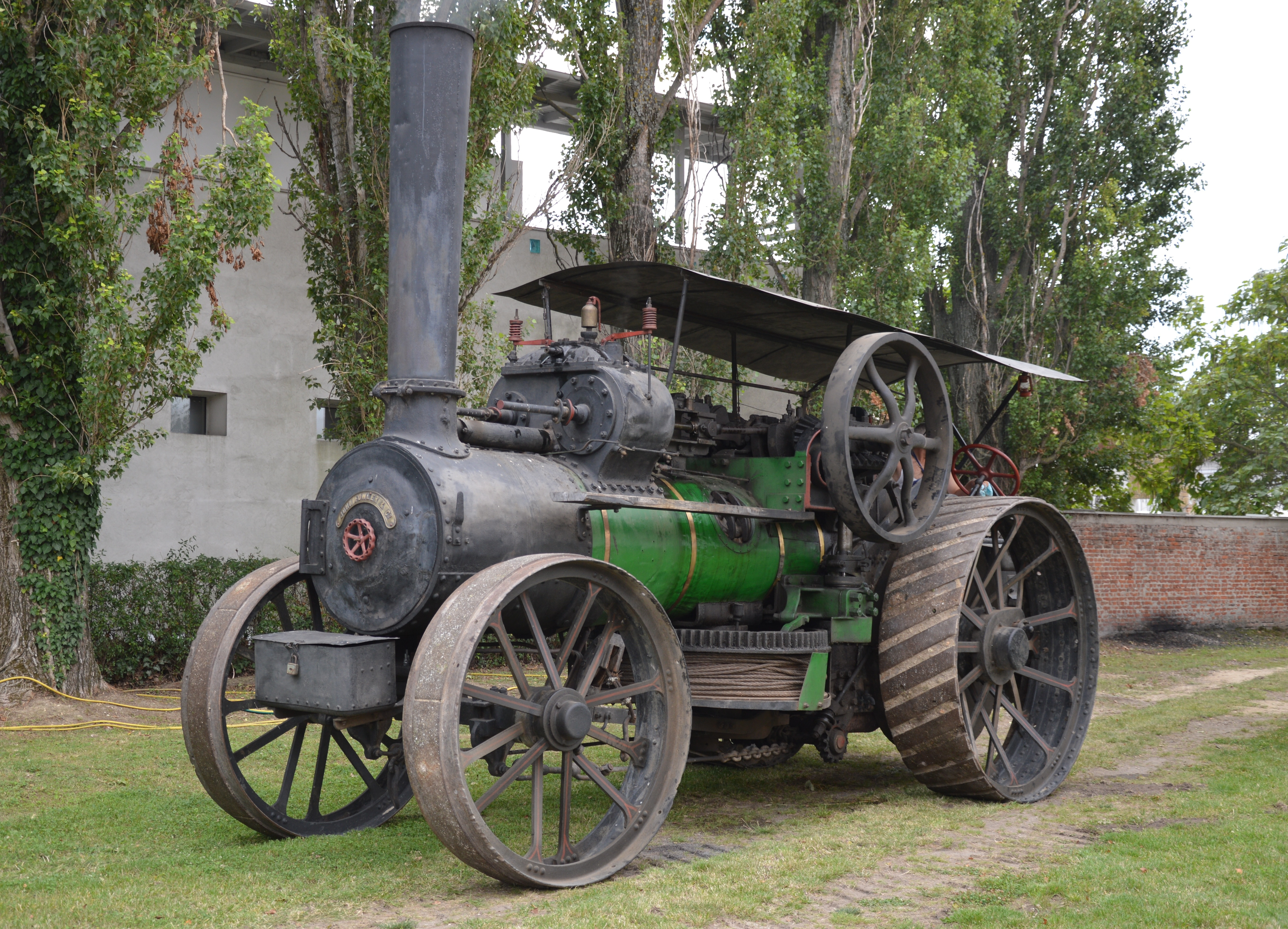
Fowler-féle gőzeke

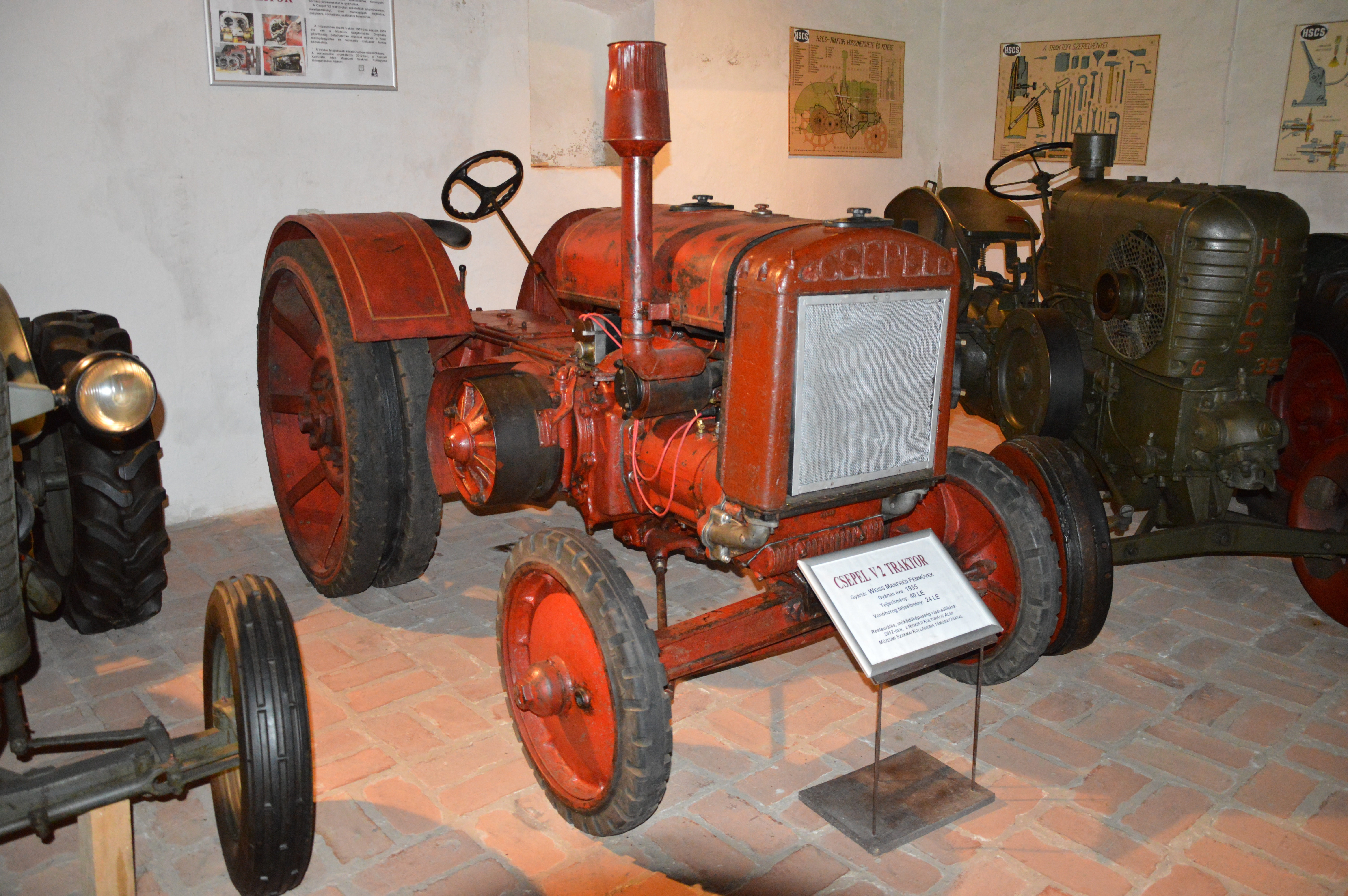
Csepel V2 traktor

A három udvarra osztott majorsághoz közel másfél hektáros kert is tartozik; mindez a szabadtéri rendezvényekhez rendkívül előnyös.

### Állandó kiállítások
Az első udvar mellett álló magtárban:
- pince: szőlészet és borászat,
- földszint: a majorok kiépítése és a cselédek élete,
- emelet: az agrárszakoktatás története,
- padlás: gabonafélék, a gabona tisztítása, tárolása és mérése

kiállítások láthatóak. Az árkádok alatt egy 1910-ben gyártott Fowler-féle kétgépes gőzeke kapott helyet.
A Georgikon idején szekérszínnek használt, később ököristállóvá alakított épületben:
- a növénytermesztés eszközei és gépei,
- kovácsműhely,
- bognárműhely

kiállítások kaptak helyet. Az udvar végében áll az a középfolyosós, léces kukoricagóré, amely már az 1801-ben készült térképeken is szerepel.
A múzeum irodái és a restaurátor műhely a második udvart határoló, L alakú épület régen terménytárolónak, illetve műhelynek használt szárnyában vannak. A középső rész istállóit részben kiállító- és rendezvényteremmé alakították; a hajdani lóistállóban – több mint kétszáz négyzetméteren – az állattenyésztés hagyományait bemutató állattenyésztési kiállítás kapott helyet. Az épületben látható továbbá egy berendezett hajdani kádárműhely is egy alföldi kádárcsalád adományaként. 
A harmadik udvarban álló, U alakú régi juhhodály ma gyűjteménytár; itt kapott helyet a Magyar Mezőgazdasági Múzeum és Könyvtár mezőgazdasági eszköz- és gépgyűjteménye.

### Időszaki rendezvények
A múzeum szívesen ad teret kézműves kiállításoknak és bemutatóknak, mezőgazdasági és néprajzi hagyományokat őrző rendezvényeknek, termelői piacnak, felnőtt és ifjúsági programoknak. 
Minden aratási időszakban megtartják a Majorbéli Géptalálkozót; a tizennegyedik 2019. július 27-én volt

## Élménygazdaság
Az Élménygazdaságot a kiállítóhely 1,2 hektáros, fallal határolt, a Majormúzeum műemléki épületegyütteséhez szorosan kapcsolódó kertben alakították ki 2011–1013 között, hogy a gyakorlatban mutassák be a Georgikon korabeli gazdálkodást, a jellemző szántóföldi, kertészeti, illetve konyhakerti növényeket, a kiskerti virágokat, a régi magyar haszonállatokat.
Az élménygazdaság egységei:
- Szántóföldi növények bemutatókertje;
- Veteményes- és fűszerkert;
- Virágoskert;
- Gabonaföld;
- Szőlőskert;
- Cseresznyéskert (csonthéjas termésűekkel);
- Almáskert (almatermésűekkel);
- Cserjés;
- Baromfi- és takarmányudvar:
  - nyári konyha,
  - kamra,
  - kosárfonó szín,
  - kocsiszín,
  - pajta,
  - lóistálló,
  - juhakol,
  - baromfi- és kutyaólak,
  - állatkifutók,
  - góré,
  - galambdúc,
  - méhesház;
- Gépszín.

A látogatók tájékoztatását a növények, a tájfajták elnevezéseit, a korra jellemző termesztési (tartási) jellemzőit, történetét ismertető táblák segítik. A látogatók etethetik, simogathatják az állatokat, előkészíthetik a takarmányokat. A régi erőgépeket fedett gépszínben mutatják be. 
A kellemes időtöltést, szórakozást és pihenést hangulatos pihenőhelyek, valamint a parasztgyerekek játékát idéző eszközök, játszóhelyek segítik.

## További hivatkozások
- http://www.elmenygazdasag.hu/